# Joseph Rosselli
Pour les articles homonymes, voir Rosselli.
Joseph Rosselli, né le 13 septembre 1903 à Belleville (Rhône) et mort le 27 octobre 1973 à l'Hôpital Bichat dans le 18e arrondissement de Paris, est un homme politique français.

## Biographie
Ingénieur diplômé de l'École centrale de Lyon.

## Distinctions

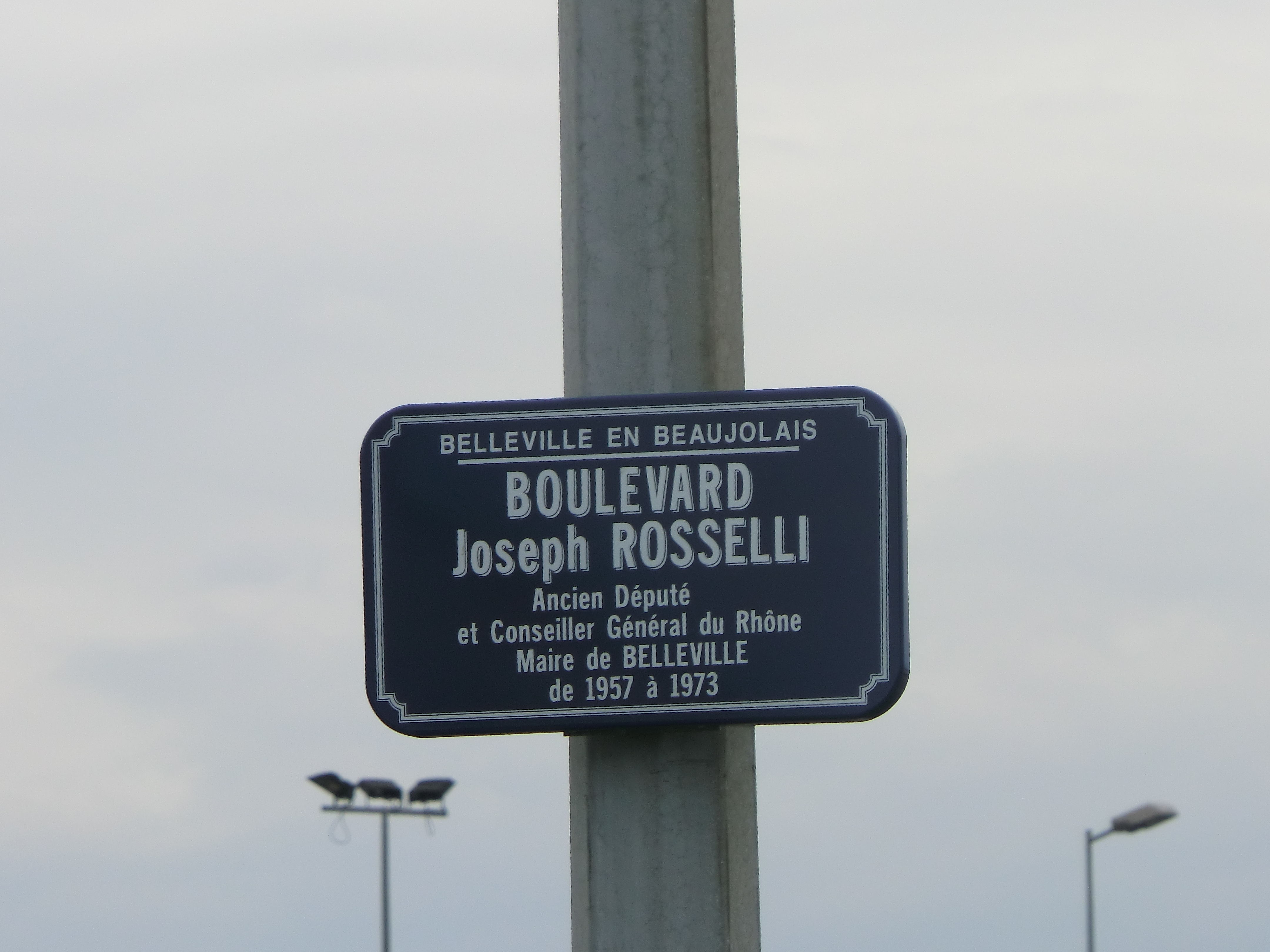
Boulevard Joseph-Rosselli à Belleville.

- Chevalier de la Légion d'honneur

## Détail des fonctions et des mandats
Mandat parlementaire
- 12 mars 1967 - 30 mai 1968 : député FGDS de la 10e circonscription du Rhône

Mandats locaux
- 1957 - 27 octobre 1973 : maire de Belleville.
- mars 1964 - 27 octobre 1973 : conseiller général du canton de Belleville